# Гиорги Меребашвили
Гиорги Меребашвили (груз. გიორგი მერებაშვილი; Тбилиси, 15. август 1986) је грузијски фудбалер.

## Каријера
Меребашвили је почео своју професионалну каријеру 2005. године играјући за Динамо Тбилиси. Провео је пет сезона у Динамо Тбилисију, одигравши 108 мечева и постигавши 36 голова. У јануару 2010. је прешао у Војводину.

## Репрезентација
Меребашвили је свој први меч за репрезентацију Грузије одиграо против репрезентације Португала 31. маја 2008. године.